# Хуан Боскан
Хуа̀н Боска̀н Алмога̀вер (на испански: Juan Boscán Almogáver) е испански поет, въвел в испанската литература използвания в Италия 11-сричков стих.

## Биография
Хуан Боскан е роден в благородническо каталонско семейство, но пише на кастилски. След няколко години в армията той заема различни граждански служби, като известно време е възпитател на Фернандо Алварес де Толедо.
През 1534 г. Хуан Боскан публикува превод на „Il Cortegiano“ на Балдасаре Кастильоне. Стиховете му са публикувани посмъртно през 1543 от неговата съпруга. Те не се отличават с особено качество, но въвеждат в испанската поезия нови форми, характерни за италианските поети, като Франческо Петрарка и Пиетро Бембо, и вдъхновили Гарсиласо де ла Вега, по-млад съвременник и приятел на Боскан.